# Vicia minutiflora
Vicia minutiflora là một loài thực vật có hoa trong họ Đậu. Loài này được D.Dietr. miêu tả khoa học đầu tiên.